# Amtsgericht Idar-Oberstein

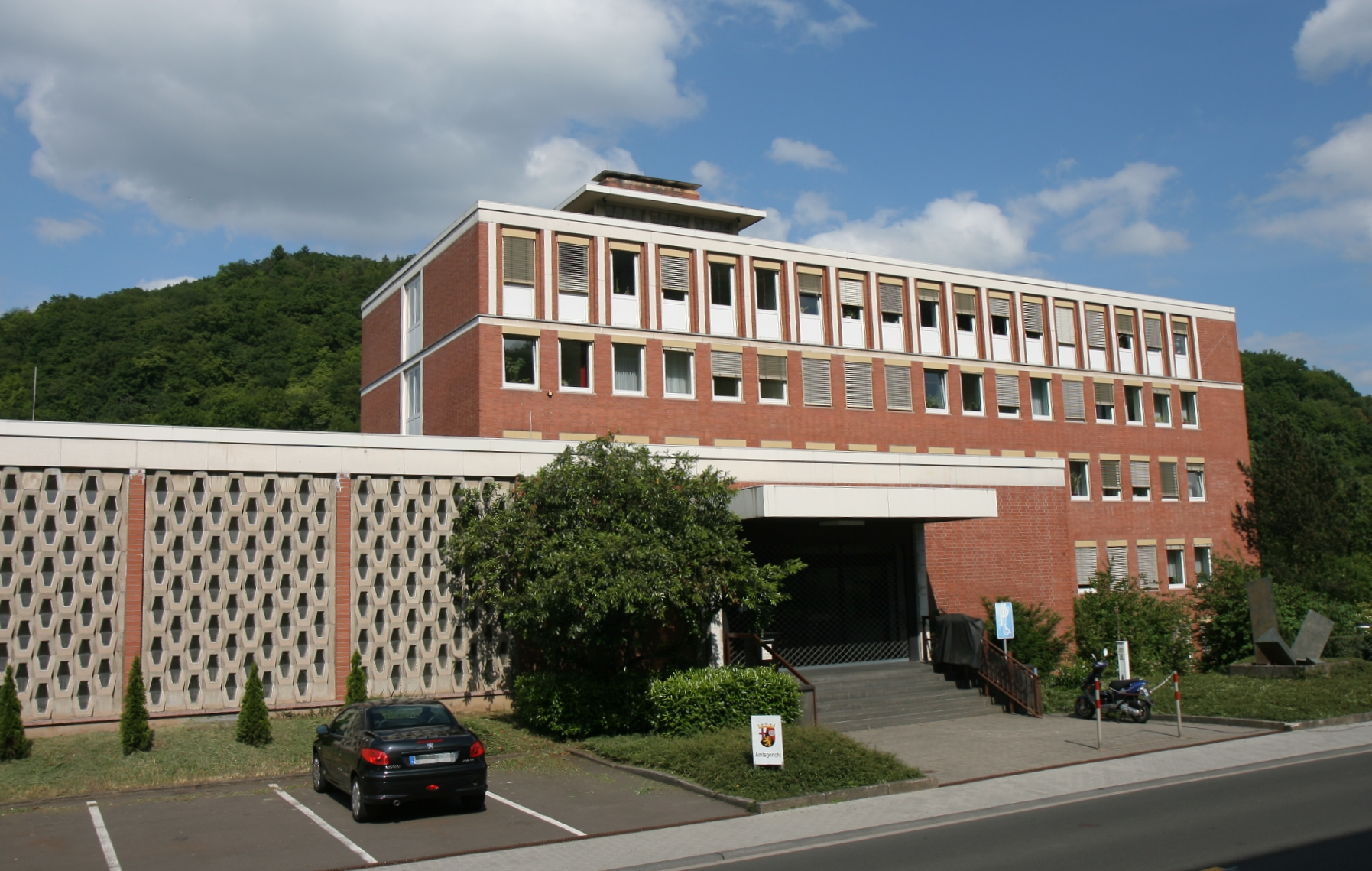
Gerichtsgebäude (2009)

Das Amtsgericht Idar-Oberstein (bis 1933: Amtsgericht Oberstein) ist ein Gericht der ordentlichen Gerichtsbarkeit und eines von vier Amtsgerichten (AG) im Bezirk des Landgerichts Bad Kreuznach.

## Gerichtssitz und -bezirk
Das Gericht hat seinen Sitz in Idar-Oberstein im Landkreis Birkenfeld, Rheinland-Pfalz. Der 777 km² große Gerichtsbezirk erstreckt sich auf die Große kreisangehörige Stadt Idar-Oberstein sowie die Verbandsgemeinden Baumholder, Birkenfeld, Herrstein und Rhaunen. In ihm leben rund 80.000 Menschen.
Das Handels- und das Vereinsregister führt das Amtsgericht Bad Kreuznach. Mahnverfahren werden vom Amtsgericht Mayen als zentralem Mahngericht bearbeitet.

## Übergeordnete Gerichte
Dem Amtsgericht Idar-Oberstein ist das Landgericht Bad Kreuznach übergeordnet. Zuständiges Oberlandesgericht ist das Oberlandesgericht Koblenz.

## Geschichte
1817 war das Fürstentum Birkenfeld Teil des Großherzogtums Oldenburg geworden. Dort wurde die französische Gerichtsorganisation abgeschafft, darunter das Friedensgericht Herrstein, das für den Kanton Herrstein (zu dem Oberstein gehörte) zuständig war. Stattdessen wurden Ämter, hier das Amt Oberstein, eingerichtet, die für Rechtsprechung und Verwaltung zuständig waren.
Mit der Justizreform von 1858 erfolgte die Trennung der Rechtsprechung von der Verwaltung. Mit dem Gerichtsverfassungsgesetz vom 29. August 1857 wurde das Gerichtswesen neu geordnet. Die Ämter blieben Eingangsinstanzen. Jedoch wurde Rechtsprechung und Verwaltung personell getrennt. In jedem Amt gab es neben dem Amtmann nun einen Justizamtmann, der ausschließlich für die Rechtsprechung in seinem Amt zuständig war (es wurde daher auch von dem Amt als Amtsgericht gesprochen).
Im Rahmen der Reichsjustizgesetze wurden die Gerichte 1879 reichsweit einheitlich aufgebaut. Eingangsgericht in Oberstein war nun das großherzoglich oldenburgische Amtsgericht Oberstein. Diese war dem preußischen Landgericht Saarbrücken nachgeordnet. Rechtsgrundlage war eine Staatsvertrag zwischen Preußen und Oldenburg.
Am Gericht bestand 1880 eine Richterstelle. Zum Amtsgerichtsbezirk gehörten 8531 Gerichtseingesessene. Das Amtsgericht war damit ein kleines Amtsgericht im Landgerichtsbezirk.
1933 wurden Idar und Oberstein zu einer Stadt zusammengeschlossen und das Amtsgericht damit in Amtsgericht Idar-Oberstein umbenannt. Aufgrund des Groß-Hamburg-Gesetzes kam der Landesteil Birkenfeld als Landkreis Birkenfeld und damit das Amtsgericht Idar-Oberstein an die preußische Rheinprovinz und nach Krieg an das Land Rheinland-Pfalz. Nun war es dem Landgericht Bad Kreuznach zugeordnet.
Zum 1. Januar 1999 wurde das Amtsgericht Birkenfeld aufgelöst und sein Sprengel dem Amtsgericht Idar-Oberstein zugeordnet.

## Gebäude
Das Gericht ist im Gebäude Mainzer Straße 180 untergebracht.